# Stany Zjednoczone na Letnich Igrzyskach Olimpijskich 1960
Stany Zjednoczone na Letnich Igrzyskach Olimpijskich 1960 reprezentowało 292 zawodników (241 mężczyzn i 51 kobiet). Był to 14 start reprezentacji Stanów Zjednoczonych na letnich igrzyskach olimpijskich.

## Zdobyte medale
| Medal                | Zawodnik | Konkurencja                        | Rezultat                                                                               |
| Boks                 | Boks | Boks                               | Boks                                                                                   |
| -------------------- | --- | ---------------------------------- | -------------------------------------------------------------------------------------- |
| Złoto                | Wilbert McClure | waga lekkośrednia                  | W finale pokonał reprezentanta Włoch Carmelo Bossiego 295:292                          |
| Złoto                | Edward Crook | waga średnia                       | W finale pokonał reprezentanta Polski Tadeusza Walaska 294:292                         |
| Złoto                | Cassius Clay | waga półciężka                     | W finale pokonał reprezentanta Polski Zbigniewa Pietrzykowskiego 297:285               |
| Brąz                 | Quincey Daniels | waga lekkośrednia                  | W półfinale przegrał z reprezentantem Czechosłowacji Bohumilem Němečekiem 290:299      |
| Jeździectwo          | |                                    |                                                                                        |
| Srebro               | Frank Chapot William Steinkraus George Morris | skoki przez przeszkody drużynowo   | 66 pkt                                                                                 |
| Koszykówka           | |                                    |                                                                                        |
| Złoto                | Jay Arnette Walt Bellamy Bob Boozer Terry Dischinger Jerry Lucas Oscar Robertson Adrian Smith Burdette Haldorson Darrall Imhoff Allen Kelley Lester E. Lane Jerry West | turniej mężczyzn                   | W finałowej grupie wygrali z reprezentacją Brazylii 112:81 i reprezentacją Włoch 90:63 |
| Lekkoatletyka        | |                                    |                                                                                        |
| Złoto                | Otis Davis | bieg na 400 m                      | 44,9                                                                                   |
| Złoto                | Lee Calhoun | bieg na 110 m przez płotki         | 13,8                                                                                   |
| Złoto                | Glenn Davis | bieg na 400 m przez płotki         | 49,3                                                                                   |
| Złoto                | Jack Yerman Earl Young Glenn Davis Otis Davis | sztafeta 4 × 400 m                 | 3:02,02                                                                                |
| Złoto                | Ralph Boston | skok w dal                         | 8,12 m                                                                                 |
| Złoto                | Don Bragg | skok o tyczce                      | 4,70 m                                                                                 |
| Złoto                | Bill Nieder | pchnięcie kulą                     | 19,68 m                                                                                |
| Złoto                | Al Oerter | rzut dyskiem                       | 59,18 m                                                                                |
| Złoto                | Rafer Johnson | dziesięciobój                      | 8392 pkt                                                                               |
| Złoto                | Wilma Rudolph | bieg na 100 m                      | 11,00                                                                                  |
| Złoto                | Wilma Rudolph | bieg na 200 m                      | 24,00                                                                                  |
| Złoto                | Martha Hudson Lucinda Williams Barbara Jones Wilma Rudolph | sztafeta 4 × 100 m                 | 44,5                                                                                   |
| Srebro               | David Sime | bieg na 100 m                      | 10,2 =                                                                                 |
| Srebro               | Lester Carney | bieg na 200 m                      | 20,6                                                                                   |
| Srebro               | Willie May | bieg na 110 m przez płotki         | 13,8                                                                                   |
| Srebro               | Clifton Cushman | bieg na 400 m przez płotki         | 49,6                                                                                   |
| Srebro               | Bo Roberson | skok w dal                         | 8,11 m                                                                                 |
| Srebro               | Ronald Morris | skok o tyczce                      | 4,60 m                                                                                 |
| Srebro               | Parry O’Brien | pchnięcie kulą                     | 19,11 m                                                                                |
| Srebro               | Rink Babka | rzut dyskiem                       | 58,02 m                                                                                |
| Brąz                 | Hayes Jones | bieg na 110 m przez płotki         | 14,0                                                                                   |
| Brąz                 | Dick Howard | bieg na 400 m przez płotki         | 49,7                                                                                   |
| Brąz                 | John Thomas | skok wzwyż                         | 2,14 m                                                                                 |
| Brąz                 | Dallas Long | pchnięcie kulą                     | 19,01 m                                                                                |
| Brąz                 | Dick Cochran | rzut dyskiem                       | 57,16 m                                                                                |
| Brąz                 | Earlene Brown | pchnięcie kulą                     | 16,42 m                                                                                |
| Pięciobój nowoczesny | |                                    |                                                                                        |
| Brąz                 | Robert Beck | indywidualnie                      | 4981 pkt                                                                               |
| Brąz                 | Robert Beck Jack Daniels George Lambert | drużynowo                          | 14 192 pkt                                                                             |
| Pływanie             | |                                    |                                                                                        |
| Złoto                | Bill Mulliken | 200 m stylem klasycznym            | 2:37,4                                                                                 |
| Złoto                | Michael Troy | 200 m stylem klasycznym            | 2:12,8                                                                                 |
| Złoto                | George Harrison Richard Blick Michael Troy Jeff Farrell | sztafeta 4 × 200 m stylem dowolnym | 8:10,2                                                                                 |
| Złoto                | Frank McKinney Paul Hait Lance Larson Jeff Farrell | sztafeta 4 × 100 m stylem zmiennym | 4:05,4                                                                                 |
| Złoto                | Chris von Saltza | 400 m stylem dowolnym              | 4:50,6                                                                                 |
| Złoto                | Lynn Burke | 100 m stylem grzbietowym           | 1:09,3                                                                                 |
| Złoto                | Carolyn Schuler | 100 m stylem motylkowym            | 1:09,5                                                                                 |
| Złoto                | Joan Spillane Shirley Stobs Carolyn Wood Chris von Saltza | sztafeta 4 × 100 m stylem dowolnym | 4:08,9                                                                                 |
| Złoto                | Lynn Burke Patty Kempner Carolyn Schuler Chris von Saltza | sztafeta 4 × 100 m stylem zmiennym | 4:41,1                                                                                 |
| Srebro               | Lance Larson | 100 m stylem dowolnym              | 55,2 =                                                                                 |
| Srebro               | Frank McKinney | 100 m stylem grzbietowym           | 1:02,1                                                                                 |
| Srebro               | Chris von Saltza | 100 m stylem dowolnym              | 1:02,8                                                                                 |
| Brąz                 | George Breen | 1500 m stylem dowolnym             | 17:30,6                                                                                |
| Brąz                 | Robert Bennett | 100 m stylem grzbietowym           | 1:02,3                                                                                 |
| Brąz                 | Dave Gillanders | 200 m stylem motylkowym            | 2;15,13                                                                                |
| Podnoszenie ciężarów | |                                    |                                                                                        |
| Złoto                | Charles Vinci | kategoria wagowa do 56 kg          | 345 kg                                                                                 |
| Srebro               | Isaac Berger | kategoria wagowa 56 – 60 kg        | 362,5 kg                                                                               |
| Srebro               | Tommy Kono | kategoria wagowa 67,5 – 75 kg      | 427,5 kg                                                                               |
| Srebro               | James George | kategoria wagowa 75 – 82,5 kg      | 430 kg                                                                                 |
| Srebro               | James Bradford | kategoria wagowa ponad 90 kg       | 512 kg                                                                                 |
| Brąz                 | Norbert Schemansky | kategoria wagowa ponad 90 kg       | 500 kg                                                                                 |
| Skoki do wody        | |                                    |                                                                                        |
| Złoto                | Gary Tobian | trampolina – 3 m                   | 170,00 pkt                                                                             |
| Złoto                | Bob Webster | wieża – 10 m                       | 165,56 pkt                                                                             |
| Srebro               | Samuel Hall | trampolina – 3 m                   | 167,08 pkt                                                                             |
| Srebro               | Gary Tobian | wieża – 10 m                       | 165,25 pkt                                                                             |
| Srebro               | Paula Jean Myers-Pope | trampolina – 3 m                   | 141,24 pkt                                                                             |
| Srebro               | Paula Jean Myers-Pope | wieża – 10 m                       | 88,94 pkt                                                                              |
| Strzelectwo          | |                                    |                                                                                        |
| Złoto                | William McMillan | pistolet szybkostrzelny 25 m       | 587 pkt                                                                                |
| Srebro               | James Enoch Hill | karabin małokalibrowy leżąc 50 m   | 589 pkt                                                                                |
| Szermierka           | |                                    |                                                                                        |
| Brąz                 | Albert Axelrod | floretindywidualnie                | 3 wygrane walki                                                                        |
| Wioślarstwo          | |                                    |                                                                                        |
| Złoto                | Dan Avrault Ted Nash John Sayre Rusty Wailes | czwórka bez sternika               | 6:26,26                                                                                |
| Brąz                 | Richard Draeger Conn Findlay | dwójka ze sternikiem               | 7:34,58                                                                                |
| Zapasy               | |                                    |                                                                                        |
| Złoto                | Terrence McCann | waga kogucia w stylu wolnym        | W finale pokonał reprezentanta Bułgarii Nezhdeta Zalewa                                |
| Złoto                | Shelby Wilson | waga lekka w stylu wolnym          | W finale pokonał reprezentanta ZSRR Władimira Sinjawskijego                            |
| Złoto                | Douglas Blubaugh | waga półśrednia w stylu wolnym     | W finale pokonał reprezentanta Turcji İsmaila Ogana                                    |
| Żeglarstwo           | |                                    |                                                                                        |
| Złoto                | George O’Day James Hunt David Smith | klasa 5,5 m                        | 6900 pkt                                                                               |
| Brąz                 | Bill Parks Bob Halperin | klasa Star                         | 6269 pkt                                                                               |